# Still Open All Hours
Still Open All Hours este un serial de comedie britanic creat de Roy Clarke pentru BBC, a cărui acțiune are loc în Balby, Doncaster, cu David Jason în rolul principal. Serialul este o continuare a comediei Open All Hours, la care au lucrat Clarke și Jason pe tot parcursul său de 26 de episoade difuzate din 1973 până în 1985, în urma unui episod special în decembrie 2013 pentru a 40-a aniversare a serialului original. Ca și în serialul original, povestea se concentrează pe viața lui Granville, care continuă să lucreze la magazinul unchiului său, Arkwright, cu ajutorul fiului său, Leroy, totul în timp ce încearcă să petreacă mai mult timp cu femeia de care este îndrăgostit. Spre deosebire de serialul original, distribuția include un grup de personaje regulate și intrigi secundare suplimentare cu privire la aceștia. De asemenea, unii actori din serialul original își reiau rolurile inițiale, precum Lynda Baron, Stephanie Cole și Maggie Ollerenshaw.
După episodul special din 2013, serialul a fost difuzat pentru cinci sezoane complete, cu premiera pe 26 decembrie 2014. Un al șaselea sezon a fost comandat pentru 2019.

## Premiză
Situați în aceeași mică băcănie în Balby, o suburbie din Doncaster în South Yorkshire, emisiunea se învârte în jurul vieții lui Granville (David Jason), acum mult mai în vârstă și proprietar al magazinului Arkwright după moartea unchiului său. Granville a îmbătrânit și a ajuns ca unchiul său, după ce a învățat de la el cum să vândă clienților. Asistentul lui la magazin este Leroy (James Baxter), fiul lui Granville cu una dintre fostele lui prietene și care are o viață amoroasă agitată cu mai multe fete, dar care se luptă să facă față muncii și tacticilor de vânzări ale tatălui său.
Ca și unchiul său, Granville are un interes amoros față de Mavis (Maggie Ollerenshaw), o femeie aiurită, dar dulce, care îl iubește înapoi. Aceasta locuiește peste drum alături de sora ei, Madge (Brigit Forsyth), o femeie acră căreia nu-i plac bărbații și care decide să nu o lase pe Mavis să aibă o relație cu Granville. Ambele sunt cliente fidele ale magazinului, alături de alte personaje din cartier cărora Granville încearcă să le vândă produsele pe care el le-a cumpărat și de care nu reușește să scape.

## Personaje

### Granville
De la Open All Hours, după ce și-a trăit tinerețea ca un bărbat frumos, dar timid și un pic ciudat, care s-a luptat cu viața de magazin, Granville s-a schimbat într-o versiune mai relaxată a unchiului Arkwright. Datorită formării alături de acesta, Granville are acum un mod similar de a vinde bunuri la prețuri umflate, de a inventa povești pentru a vinde articole inutile și/sau nevandabile și de a fi foarte atent cu banii pe care îi cheltuie, de multe ori prin utilizarea unei centuri speciale pentru bani care îi provoacă ușoare probleme și, uneori, rușine. În timpul petrecut cu unchiul său, Granville are relații cu mai multe prietene, iar o aventură în Blackpool a dus la nașterea fiului Leroy, care i-a fost lăsat în grijă de către mama sa. După moartea unchiului, Granville moștenit magazinul, pe care îl conduce alături de Leroy, de multe ori tachinându-și fiul său despre identitatea mamei sale (în secret, Granville știe cine este de fapt), în timp ce îl supune la glume practice și îl învață trucuri de la unchiul său. În Still Open All Hours, el crede că unchiul său trăiește în continuare prin casa de marcat din magazin, de multe ori referindu-se la aceasta ca Arkwright, din cauza naturii acesteiea de a se deschide sau închide brusc, precum atunci când se vorbește de cheltuieli considerabile.
Ca și unchiul său, Granville are interesul său propriu amoros în Mavis, o femeie pe care a cunoscut-o în tinerețe și pe care încă o iubește cu drag. Spre deosebire de unchiul său, Granville se luptă pentru a fi cu Mavis încă de la sfârșitul căsătoriei ei anterioare, dar sora ei, Madge, dorește să îi țină separați. În încercarea de a-i distrage atenția lui Madge, Granville îl manipulează pe unul dintre clienții lui fideli, Gastric, în a deveni interesant pentru Madge. În alte episoade mai târzii, Granville încearcă să oprească avansurile văduvei Delphine Featherstone, una dintre clientele unchiului său, căreia i-a trimis din greșeală un mesaj de dragoste care fusese menit pentru Mavis. Astfel, îl convinge pe Wilburn Newbold, un om văduv, să aibă o relație cu Delphine.

### Leroy
Leroy a fost născut de o femeie pe care tatăl său a întâlnit-o în timpul unei aventuri în Blackpool, dar pe care el nu o cunoaște, în ciuda faptului că Granville știe în secret cine este. Deși mama lui ete menționată în primul sezon, și chiar îi vizitează pentru a-l vedea pe Leroy, mențiuni către această devin rare și aproape inexistente în episoadele următoare. Lăsat în grija tatălui său de către mamă la o vârstă fragedă, Leroy suferă de probleme similare cu ale lui Granville în tinerețe, precum trezitul devreme pentru a deschide magazinul și livrările de bunuri către clienți. Spre deosebire de tatăl său, Leroy are o viață socială activă, cu multe femei tinere, majoritatea cu prieteni pe care nu îi ignorară pentru a-și petrece timpul cu el, mai mult spre uimirea tatălui său. De asemenea, lui Leroy îi displace practica tatălui său de a vinde produsele pe care le cumpără ieftin dar pe care nu le poate vinde. În cea de-a patra serie, Leroy încearcă să câștige afecțiunea unei bibliotecare locale, în ciuda valorilor și stilului ei de viață vegan.

### Alte personaje
| Personaj                  | Actor                 | Sezon                | Sezon                | Sezon                | Sezon                | Sezon                | Sezon                | Episodul conta       |
| Personaj                  | Actor                 | Pilot                | 1                    | 2                    | 3                    | 4                    | 5                    | Episodul conta       |
| Personaje Principale      | Personaje Principale  | Personaje Principale | Personaje Principale | Personaje Principale | Personaje Principale | Personaje Principale | Personaje Principale | Personaje Principale |
| ------------------------- | --------------------- | -------------------- | -------------------- | -------------------- | -------------------- | -------------------- | -------------------- | -------------------- |
| Granville                 | David Jason           |                      |                      |                      |                      |                      |                      | 24                   |
| Leroy                     | James Baxter          |                      |                      |                      |                      |                      |                      | 24                   |
| Delphine Featherstone     | Stephanie Cole        |                      |                      |                      |                      |                      |                      | 24                   |
| Mavis                     | Maggie Ollerenshaw    |                      |                      |                      |                      |                      |                      | 24                   |
| Eric Agnew                | Johnny Vegas          |                      |                      |                      |                      |                      |                      | 23                   |
| Madge                     | Brigit Forsyth        |                      |                      |                      |                      |                      |                      | 24                   |
| Gastric                   | Tim Healy             |                      |                      |                      |                      |                      |                      | 23                   |
| Cyril                     | Kulvinder Ghir        |                      |                      |                      |                      |                      |                      | 23                   |
| Kath Agnew                | Sally Lindsay         |                      |                      |                      |                      |                      |                      | 18                   |
| Dna Hussein               | Nina Wadia            |                      |                      |                      |                      |                      |                      | 19                   |
| Wilburn Newbold           | Geoffrey Whitehead    |                      |                      |                      |                      |                      |                      | 14                   |
| Asistenta Gladys Emmanuel | Lynda Baron           |                      |                      |                      |                      |                      |                      | 13                   |
| Personaje Recurente       |                       |                      |                      |                      |                      |                      |                      |                      |
| Vânzător                  | Mark Williams         |                      |                      |                      |                      |                      |                      | 3                    |
| Nikki                     | Emily Fleeshman       |                      |                      |                      |                      |                      | 6                    |                      |
| Cindy                     | Misha Timmins         |                      |                      |                      |                      |                      | 6                    |                      |
| Dna Hemstock              | Catherine Breeze      |                      |                      |                      |                      |                      | 4                    |                      |
| Domnul Marshall           | Barry Chuckle         |                      |                      |                      |                      |                      | 3                    |                      |
| Ashley                    | Nadine Rose Mulkerrin |                      |                      |                      |                      |                      | 3                    |                      |
| Omul care are câine       | Duggie Brown          |                      |                      |                      |                      |                      | 3                    |                      |
| Domnule Lomax             | Keiron Self           |                      |                      |                      |                      |                      | 2                    |                      |
| Dl Bentinck               | Alan David            |                      |                      |                      |                      |                      | 2                    |                      |
| Doamna Willis             | Val Tagger            |                      |                      |                      |                      |                      | 2                    |                      |
| Beth                      | Katie Redford         |                      |                      |                      |                      |                      | 4                    |                      |

## Episoade
Treizeci și patru de episoade de Still Open All Hours, toate scrise de Roy Clarke, au fost produse pentru BBC. Emisiunea a început difuzarea pe 26 decembrie 2013, cu un episod special aniversând serialul original, Open All Hours. Toate episoadele sunt lungi de 30 de minute. La un loc, Open All Hours și Still Open All Hours cumulează un total de 60 de episoade și nouă sezoane difuzate între 1973 și 2018.

## Producție
Episodul special Still Open All Hours a fost difuzat pe 26 decembrie 2013, cu Jason reluându-și rolul lui Granville din Open All Hours. Noul episod scris de Clarke l-a ilustrat pe Granville acum proprietarul magazinului, lucrând împreună cu fiul lui, Leroy (jucat de James Baxter), după moștenirea de la Arkwright. Clarke a scris scenariul în două săptămâni, iar producția a început în octombrie 2013. Scenele de exterior au fost filmate în locul original de pe Lister Avenue din Doncaster de pe 18 pe 20 noiembrie 2013. Scenele de interior au fost înregistrate pe data de 3 decembrie 2013 la dock10, MediaCityUK în Salford în fața unui publicul. Un documentar de 30 de minute care însoțește episodul, intitulat Open All Hours: A Celebration, a fost difuzat pe 27 decembrie 2013, la o zi după ce noul episod a fost difuzat pe BBC One.
Pe 30 ianuarie 2014, BBC a comandat Still Open All Hours pentru șase noi episoade începând cu 26 decembrie 2014. Shane Allen, șeful departamentului de comedie al BBC, a declarat: „succesul răsunător al episodului de Crăciun a arătat afecțiunea publicului pentru acest mult-iubit clasic. Roy a făcut o treabă grozavă în a actualiza personajele păstrând în același timp tot ceea ce era cald și plăcut în lumea din serialul original”.
Producția serialului a început în luna august 2014, filmările de exterior au început pe 15 septembrie, iar înregistrare pe loc au fost finalizate pe 26 septembrie 2014. Scenele de interior au fost înregistrate în fața publicului în perioada 10 octombrie-21 noiembrie 2014 la Teddington Studios.
Spectacolul a revenit apoi pentru o a doua serie, începând pe 26 decembrie 2015, cu producția începând în septembrie 2015. Scenele de exterior au fost filmate pe loc în perioada 14-24 septembrie 2015. Scenele de interior au fost înregistrate în fața publicului din studio, la Pinewood Studios, din 9 octombrie până pe 20 noiembrie 2015.
În ianuarie 2016, David Jason a declarat că un al treilea sezon va fi produs în 2016. Sezonul a început să fie difuzat pe 26 decembrie 2016. Producția a început în septembrie 2016, cu filmările pentru scenele de exterior fiind efectuate în Balby, Doncaster din 12 septembrie 2016. Lynda Baron nu a putut relua rolul Asistentei Gladys Emmanuel deoarece datele filmării se suprapuneau contractului cu EastEnders.
David Jason a anunțat că un al patrulea sezon va fi filmat în 2017. Filmările au început pe 11 septembrie 2017 cu David Jason văzut în Doncaster alături de Tim Healy. Sezonul a început să fie difuzat pe 28 decembrie 2017. Scenele de interior au fost înregistrate la Studiourile Pinewood în fața publicului pe 7, 14 și 21 octombrie și pe 4, 11, 18 și 24 noiembrie 2016.
În ianuarie 2018, a fost dezvăluit că emisiunea va reveni pentru un al cincilea serie târziu în 2018. Cea de-a cincea serie a fost confirmată oficial pe 2 mai 2018, cu filmările începând în vară. Sezonul a început să fie difuzat pe BBC1, pe 7 octombrie 2018. Pe 21 decembrie 2018, BBC a confirmat că un al șaselea sezon a fost comandat pentru difuzare târziu în 2019.

### Locații de filmare

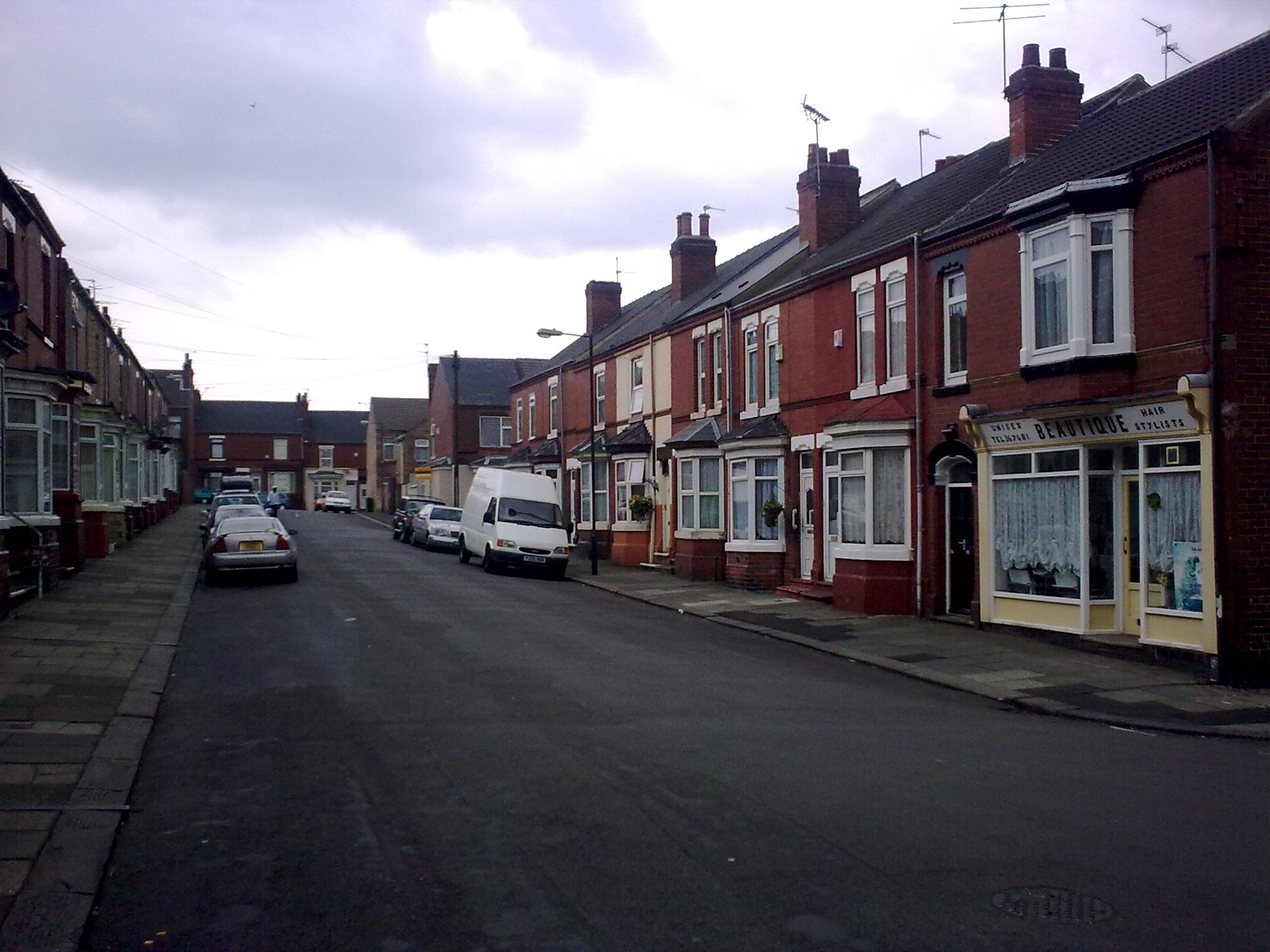
Lister Avenue din Balby este folosit pentru a filma Still Open All Hours. Buticul din partea dreaptă este folosit pe post de Arkwright

Scenele exterioare refolosesc magazinul din serialul original, pe Lister Avenue în Balby, o suburbie din Doncaster. Magazinul trebuit să fie refăcut aproape complet (pentru ambele seriale) pentru a semăna cu un magazin de la colțul străzii tradițional, întrucât acesta este salon de coafură din 1962. Procesul a durat două zile, iar turnarea scenelor pe locație a durat trei zile consecutive.
Înregistrările de studio pentru serialul din 2013 au fost efectuate la dock10 din MediaCityUK. Pentru primul sezon, au fost folosite Studiourile Teddington, iar celelalte sezoane au fost toate înregistrate la Studiourile Pinewood.